# أضحية

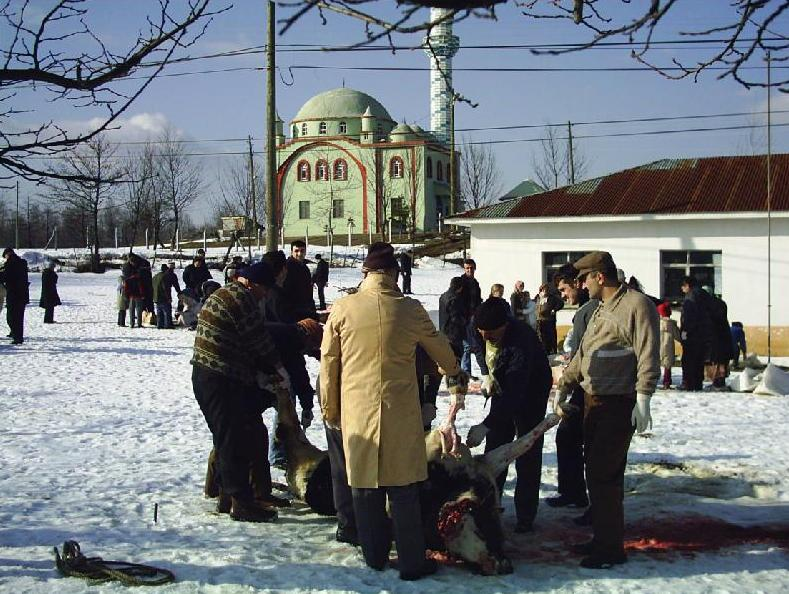
ذبح الأضحية في قرية في تركيا.

الأُضْحِيَّةُ (بتشديد الياء) هي إحدى شعائر الإسلام، التي يتقرب بها المسلمون إلى الله بتقديم ذبح من الأنعام وذلك من أول أيام عيد الأضحى حتى آخر أيام التشريق، وهي من الشعائر المشروعة والمجمع عليها، وهي سنة مؤكدة لدى جميع مذاهب أهل السنة والجماعة الفقهية الشافعية والحنابلة والمالكية ما عدا الحنفية فهم يرون أنها واجبة وقال بوجوبها ابن تيمية وإحدى الروايتين عن أحمد وهو أحد القولين في مذهب المالكية، ويرى الشيعة أنها مستحبة استحباب مؤكد. ومن الأحاديث التي دلت على مشروعية الأضحية حديث أنس بن مالك قال: «ضحى النبي صلى الله عليه وسلّم بكبشين أملحين ذبحهما بيده وسمى وكبر، وضع رجله على صفاحهما.» وحديث عبد الله بن عمر قال: «أقام النبي صلى الله عليه وسلّم بالمدينة عشر سنين يضحي.». للأضحية شروط معينة يجب أن تتحقق فيها أولها أن تكون بهيمة الأنعام وهي: الإبل والبقر والغنم، وسن معين لها وغير هذا فتكون الأضحية غير مجزئة، ويشترط أن تكون خالية من العيوب، وأن تكون ملكا للمضحي، وأن لا يتعلق بها حق للغير، وأن يضحى بها في الوقت المحدد، والنية، ويشترط لدى الحنابلة والشافعية التصدق ببعض لحمها وهو نِيء.

## أصل التسمية
الأضحية هي ما يذبحه المسلم من الحيوانات في أيام عيد الأضحى وهي من شعائر الإسلام المشروعة التي أجمع عليها المسلمين. وقيل في سبب تسميتها نسبة لوقت الضحى لأنه هو الوقت المشروع لبداية الأضحية.
- وتعرّف الأضحية في اللغة: «اسمٌ لما يضحَّى بها، أو لما يذبح أيام عيد الأضحى، وجمعها الأضاحي.»
- وتعرّف شرعا أو في الفقه: «هو ذبح حيوان مخصوص بنية التقرب إلى الله تعالى في وقت مخصوص، أو هي ما يُذبح من بهيمة الأنعام أيام الأضحى حتى آخر أيام التشريق تقربًا إلى الله».[2][3][4][5][6]

## أصلها
حسب المنظور الإسلامي ورد في القرآن الكريم أصل الأضحية وهي أن إبراهيم رأى في منامه رؤيا بأنه يذبح ابنه إسماعيل فاستشاره ووافق إسماعيل لأن رؤيا الأنبياء حسب المنظور الإسلامي حق ويجب تطبيقها، وعندما ألقى إبراهيم ابنه على وجهه لذبحه قال ابن كثير في تفسيره عن السدي: «أمرَّ السكين على حلقه فلم تقطع شيئًا. ويقال جعل بينها وبين حلقه صفيحة من نحاس، والله أعلم.»، ونودي إبراهيم من الله: ﴿أَنْ يَا إِبْرَاهِيمُ ۝١٠٤ قَدْ صَدَّقْتَ الرُّؤْيَا﴾ [الصافات:104–105] واُستبدل الذبح بكبش وصفه العلماء المسلمون بأنه «كبش أبيض، أعين، أقرن، رآه مربوطًا بسمرة في ثبير»، وهذا كله جاء في سورة الصافات في القرآن الكريم ﴿فَلَمَّا بَلَغَ مَعَهُ السَّعْيَ قَالَ يَا بُنَيَّ إِنِّي أَرَى فِي الْمَنَامِ أَنِّي أَذْبَحُكَ فَانْظُرْ مَاذَا تَرَى قَالَ يَا أَبَتِ افْعَلْ مَا تُؤْمَرُ سَتَجِدُنِي إِنْ شَاءَ اللَّهُ مِنَ الصَّابِرِينَ ۝١٠٢ فَلَمَّا أَسْلَمَا وَتَلَّهُ لِلْجَبِينِ ۝١٠٣ وَنَادَيْنَاهُ أَنْ يَا إِبْرَاهِيمُ ۝١٠٤ قَدْ صَدَّقْتَ الرُّؤْيَا إِنَّا كَذَلِكَ نَجْزِي الْمُحْسِنِينَ ۝١٠٥ إِنَّ هَذَا لَهُوَ الْبَلَاءُ الْمُبِينُ ۝١٠٦ وَفَدَيْنَاهُ بِذِبْحٍ عَظِيمٍ ۝١٠٧ وَتَرَكْنَا عَلَيْهِ فِي الْآخِرِينَ ۝١٠٨ سَلَامٌ عَلَى إِبْرَاهِيمَ ۝١٠٩ كَذَلِكَ نَجْزِي الْمُحْسِنِينَ ۝١١٠ إِنَّهُ مِنْ عِبَادِنَا الْمُؤْمِنِينَ ۝١١١﴾ [الصافات:102–111] ويذكر بعض المفسرين كابن كثير والقرطبي أن الآية 124 في سورة البقرة: ﴿وَإِذِ ابْتَلَى إِبْرَاهِيمَ رَبُّهُ بِكَلِمَاتٍ فَأَتَمَّهُنَّ﴾ [البقرة:124] نزلت في بضعة أمور منها امتحانه في ذبح ولده. ومن هذا الكبش الذي أنزل على إبراهيم ليذبحه شُرع ذبح الأضاحي في يوم عيد الأضحى لدى المسلمين.

## مشروعية الأضحية

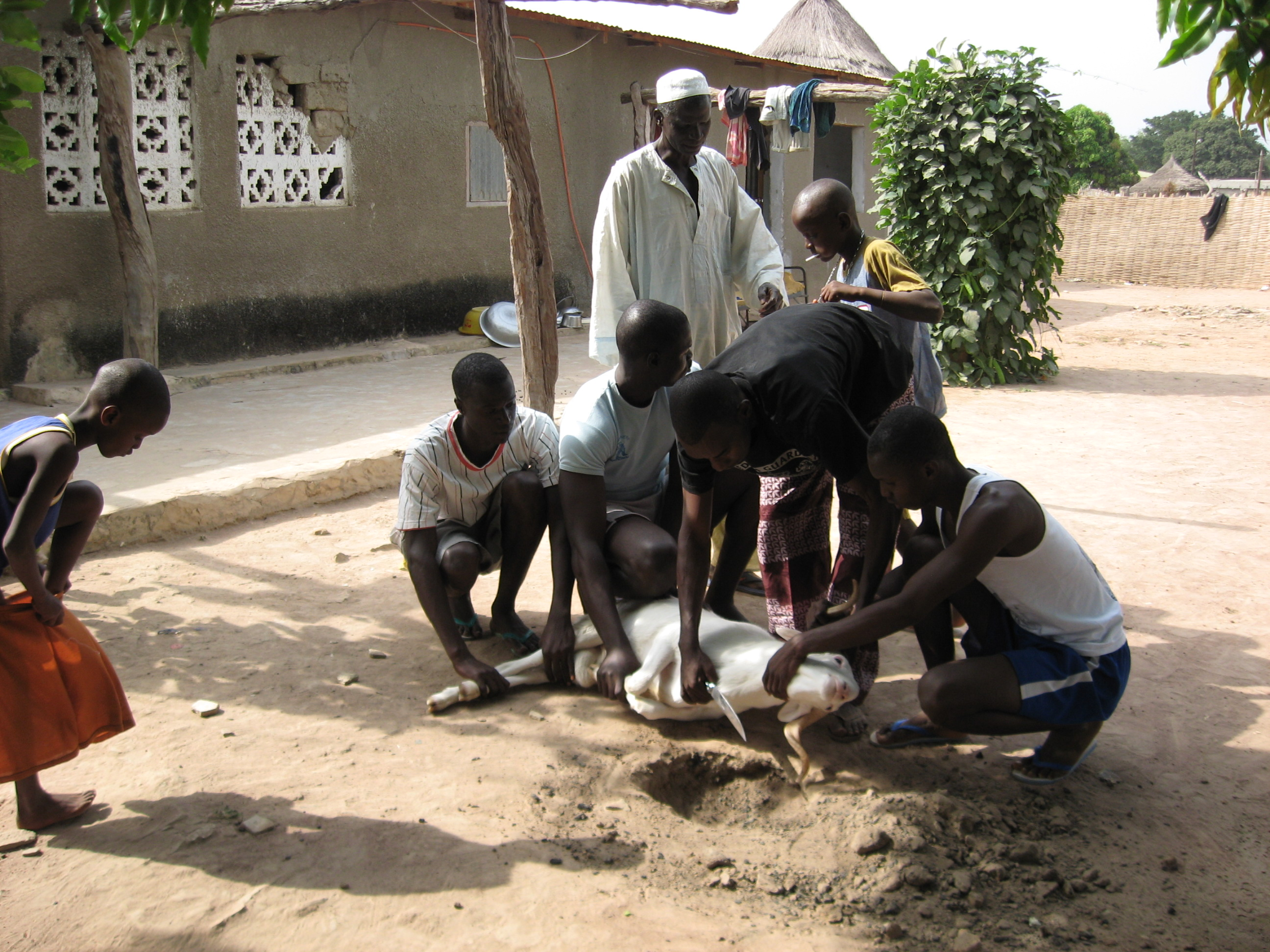
ذبح الأضحية في السنغال.

أجمع العلماء المسلمون على مشروعية الأضحية، وأن لها منزلة كبيرة وشأن في الإسلام، وورد في شأنها آيات وأحاديث تدل على مشروعيتها وعظم مكانتها في الدين الإسلامي، وقال ابن كثير في تفسيره تفسير القرآن العظيم: «﴿وَمَنْ يُعَظِّمْ شَعَائِرَ اللَّهِ﴾ [الحج:32] أي: أوامره، ﴿فَإِنَّهَا مِنْ تَقْوَى الْقُلُوبِ ۝٣٢﴾ [الحج:32] ومن ذلك تعظيم الهدايا والبدن، كما قال الحكم، عن مقسم، عن ابن عباس: تعظيمها: استسمانها واستحسانها.» وقال ابن قدامة: «أجمع المسلمون على مشروعية الأضحية»، وقال ابن حجر «ولا خلاف في كونها من شرائع الدين.»، وقال النووي: «التضحية سنة مؤكدة، وشعار ظاهر ينبغي لمن قدر أن يحافظ عليها.» وقال الغزالي: «الضحايا من الشعائر والسنن المؤكدة.». وقد قال بمشروعيتها عدد كبير من العلماء منهم كابن عثيمين والشنقيطي والشوكاني وابن مفلح وابن دقيق العيد. ومن الأحاديث النبوية التي دلت على مشروعية الأضحية حديث أنس بن مالك قال: «ضَحَّى النَّبِيُّ صَلَّى اللَّهُ عَلَيْهِ وَسَلَّمَ بِكَبْشَيْنِ أَمْلَحَيْنِ أَقْرَنَيْنِ ذَبَحَهُمَا بِيَدِهِ وَسَمَّى وَكَبَّرَ وَوَضَعَ رِجْلَهُ عَلَى صِفَاحِهِمَا.» وعن عبد الله بن عمر قال: «أَقَامَ رَسُولُ اللَّهِ صَلَّى اللَّهُ عَلَيْهِ وَسَلَّمَ بِالْمَدِينَةِ عَشْرَ سِنِينَ يُضَحِّي.» وعن البراء بن عازب أن النبي قال: «مَنْ ضَحَّى قَبْلَ الصَّلَاةِ، فَإِنَّمَا ذَبَحَ لِنَفْسِهِ وَمَنْ ذَبَحَ بَعْدَ الصَّلَاةِ، فَقَدْ تَمَّ نُسُكُهُ وَأَصَابَ سُنَّةَ الْمُسْلِمِينَ.» وعن عقبة بن عامر قال: «قَسَمَ النَّبِيُّ صَلَّى اللَّهُ عَلَيْهِ وَسَلَّمَ بَيْنَ أَصْحَابِهِ ضَحَايَا، فَصَارَتْ لِعُقْبَةَ جَذَعَةٌ"، فَقُلْتُ: يَا رَسُولَ اللَّهِ صَارَتْ لِي جَذَعَةٌ، قَالَ: "ضَحِّ بِهَا".» يصف المسلمون الحكمة من مشروعية الأضحية بأنها تقربهم من الله أي من ربهم، والتوسعة على بعضهم بعضاً، وتغني الفقراء والمساكين عن السؤال والطلب في يوم العيد.

## حكم الأضحية

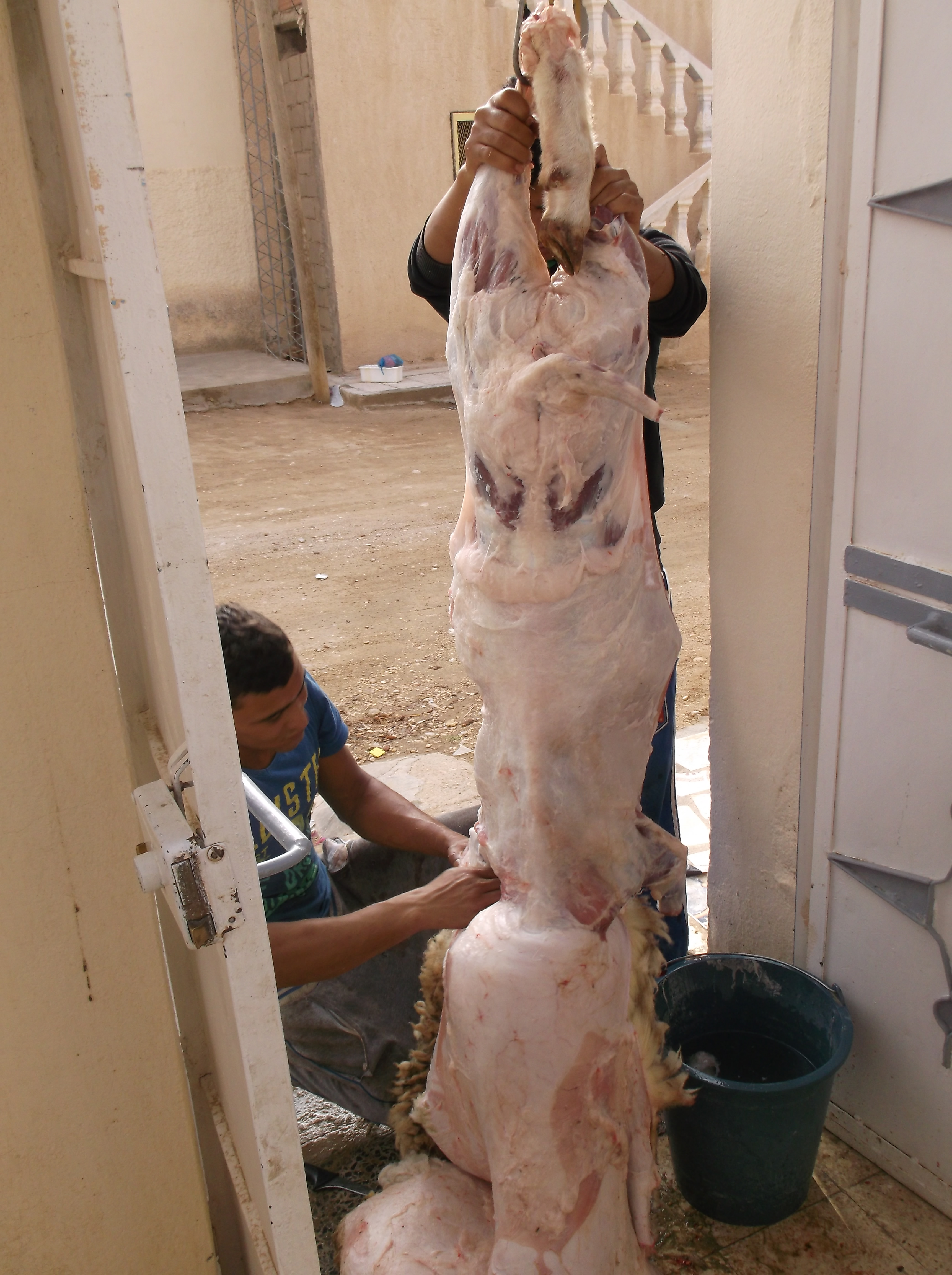
سلخ الأضحية في تونس.

تنقسم آراء أهل السنة والجماعة في حكم الأضحية إلى قسمين الأول من قال أنها سنة مؤكدة وهذا قول جمهورهم من الحنابلة والشافعية والمالكية واستدل هؤلاء الجمهور بحديث أم سلمة عن النبي: «إِذَا رَأَيْتُمْ هِلَالَ ذِي الْحِجَّةِ وَأَرَادَ أَحَدُكُمْ أَنْ يُضَحِّيَ فَلْيُمْسِكْ عَنْ شَعْرِهِ وَأَظْفَارِهِ.» وبحديث ابن عباس عن النبي محمد: «ثَلَاثٌ هُنَّ عَلَيَّ فَرَائِضُ وَهُنَّ لَكُمْ، تَطَوُّعٌ الْوَتْرُ، وَالنَّحْرُ، وَصَلَاةُ الضُّحَى.» وهذه الاستدلالات من السنة النبوية، واستدلوا بأفعال الصحابة كأبو بكر الصديق وعمر بن الخطاب وابن عباس الذين تركوها مخافة أن يعتبرها الناس واجبة فيفعلوا مثلهم. وقال الشافعي: «وبلغنا أن أبا بكر وعمر رضي الله عنهما كانا لا يضحيان كراهية أن يُرَى أنها واجبة»، وعن عكرمة مولى ابن عباس: «كان إذا حضر الأضحى أعطى مولىً له درهمين فقال: اشتر بهما لحماً وأخبر الناس أنه أضحى ابن عباس.» وأما القول الثاني لدى أهل السنة والجماعة هو القول بوجوبها وبه قال الحنفية وهو من أقوال المالكية، وقال به بعض الحنابلة، وقال به ابن تيمية. وأما قول الشيعة حسب قول علي السيستاني أن الأضحية مستحبة استحبابا مؤكدا.
أما الأدلة من القرآن الكريم منها: ﴿فَصَلِّ لِرَبِّكَ وَانْحَرْ ۝٢﴾ [الكوثر:2] والتي قد استدل بها الحنفية بقول: ﴿وَانْحَرْ ۝٢﴾ [الكوثر:2] أمر ويقتضي الوجوب. وأما الدليل من السنة النبوية حديث البراء بن عازب عن النبي قال: «"منْ صَلَّى صَلاتَنَا، وَنَسَكَ نُسُكَنَا فَقَدْ أَصَابَ النُّسُكَ، وَمَنْ نَسَكَ قَبْلَ الصَّلاةِ فَتِلْكَ شَاةُ لَحْمٍ". قَالَ أَبُو بُرْدَةَ بْنُ نِيَارٍ: يَا رَسُولَ اللَّهِ، وَاللَّهِ لَقَدْ نَسَكْتُ قَبْلَ أَنْ أَخْرُجَ إِلَى الصَّلاةِ عَرَفْتُ أَنَّ الْيَوْمَ يَوْمُ أَكْلٍ وَشُرْبٍ فَتَعَجَّلْتُ فَأَكَلْتُ وَأَطْعَمْتُ أَهْلِي وَجِيرَانِي، فَقَالَ رَسُولُ اللَّهِ صَلَّى اللَّهُ عَلَيْهِ وَسَلَّمَ: "فَقَدْ فَعَلْتَ فَأَعِدْ ذَبْحًا آخَرَ"، قَالَ : يَا رَسُولَ اللَّهِ، إِنَّ عِنْدِي عَنَاقًا لِي خَيْرٌ مِنْ شَاتَيْ لَحْمٍ أَفَأَذْبَحُهَا ؟ قَالَ: "نَعَمْ وَهِيَ خَيْرُ نُسُكِكَ، وَلا تَقْضِي جَذَعَةٌ عَنْ أَحَدٍ بَعْدَكَ".» استدل بهذا الحديث الحنفية على كون الأضحية واجبة، واستدل المالكية والشافعية والحنابلة بهذا الحديث على أن الأضحية سنة مؤكدة.

## شروط الأضحية

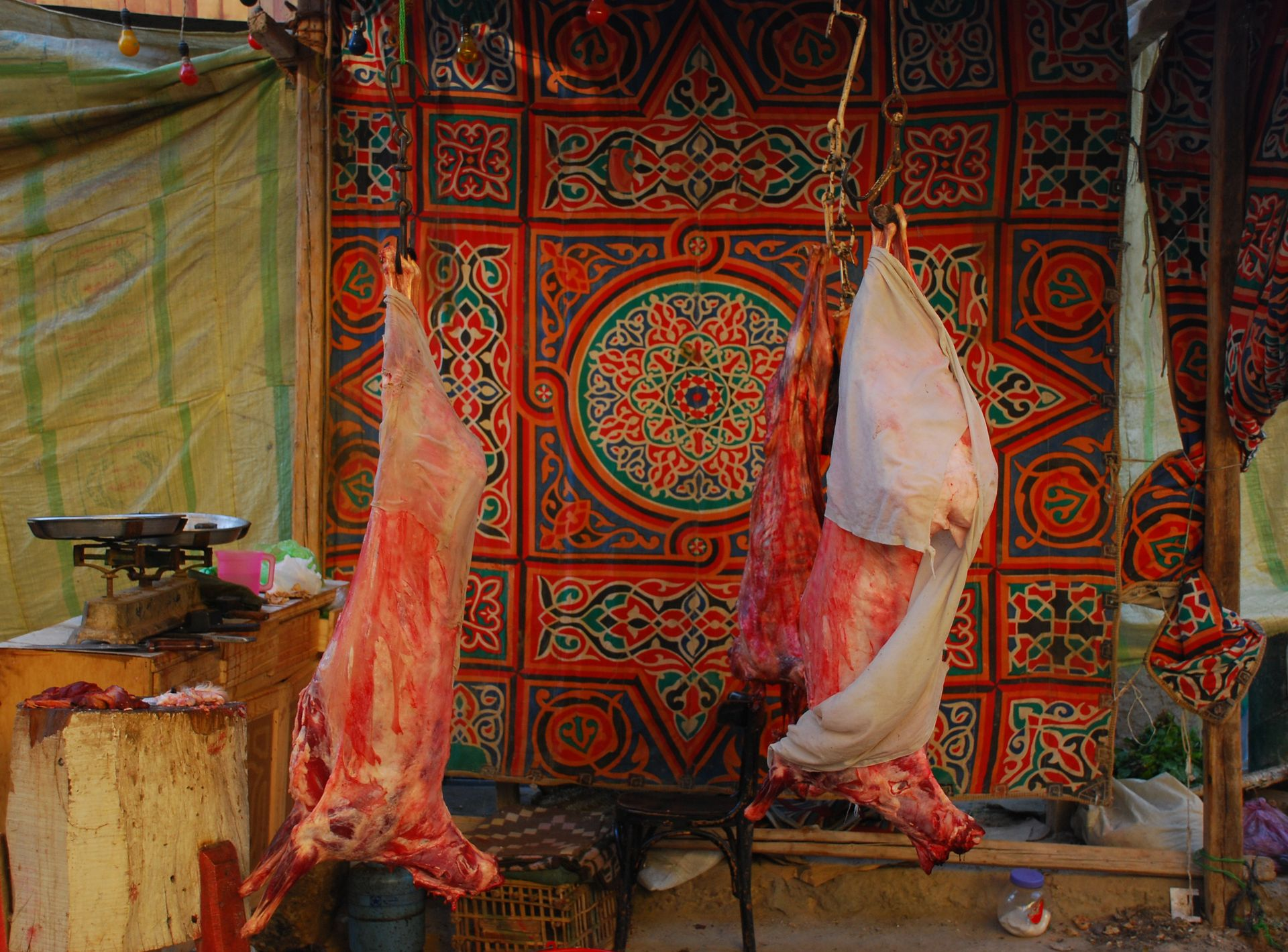
أضاحي في مدينة المنيا المصرية.

للأضحية عدة شروط يجب أن تتحقق فيها وهي:
- أول الشروط المتفق عليها أن تكون الأضحية من بهيمة الأنعام؛ والأنعام هي: الإبل والبقر والغنم، يستدل على ذلك ﴿وَلِكُلِّ أُمَّةٍ جَعَلْنَا مَنْسَكًا لِيَذْكُرُوا اسْمَ اللَّهِ عَلَى مَا رَزَقَهُمْ مِنْ بَهِيمَةِ الْأَنْعَامِ فَإِلَهُكُمْ إِلَهٌ وَاحِدٌ فَلَهُ أَسْلِمُوا وَبَشِّرِ الْمُخْبِتِينَ ۝٣٤﴾ [الحج:34] قال ابن كثير: «﴿عَلَى مَا رَزَقَهُمْ مِنْ بَهِيمَةِ الْأَنْعَامِ﴾ [الحج:28] يَعْنِي الْإِبِل وَالْبَقَر وَالْغَنَم».[2][35]
- يشترط السِّن في الأضحية، فالإبل ما بلغ عمرها خمس سنين، والبقر يكون عمرها سنتين، والضأن يجزئ فيها الجذع وهو ما له ستة أشهر، والمعز ما بلغ سنة ولا تجوز التضحية بجذعة من المعز لحديث البراء بن عازب: «قَالَ ضَحَّى خَالٌ لِي يُقَالُ لَهُ أَبُو بُرْدَةَ قَبْلَ الصَّلَاةِ فَقَالَ لَهُ رَسُولُ اللَّهِ صَلَّى اللَّهُ عَلَيْهِ وَسَلَّمَ: "شَاتُكَ شَاةُ لَحْمٍ" فَقَالَ: يَا رَسُولَ اللَّهِ إِنَّ عِنْدِي دَاجِنًا جَذَعَةً مِنْ الْمَعَزِ قَالَ: "اذْبَحْهَا وَلَنْ تَصْلُحَ لِغَيْرِكَ" ثُمَّ قَالَ: "مَنْ ذَبَحَ قَبْلَ الصَّلَاةِ فَإِنَّمَا يَذْبَحُ لِنَفْسِهِ وَمَنْ ذَبَحَ بَعْدَ الصَّلَاةِ فَقَدْ تَمَّ نُسُكُهُ وَأَصَابَ سُنَّةَ الْمُسْلِمِينَ"»،[36][37] ولا يجوز إلا ذبح المسنة لحديث جابر بن عبد الله الأنصاري عن النبي: «لَا تَذْبَحُوا إِلَّا مُسِنَّةً إِلَّا أَنْ يَعْسُرَ عَلَيْكُمْ فَتَذْبَحُوا جَذَعَةً مِنْ الضَّأْنِ».[37][38]
- ويشترط سلاماتها وأن تكون خالية من العيوب، والعيوب ثلاثة أقسام، قسم ورد عن الرسول وورد أنها لا تجزئ، وقسم منها فيها كراهة مع الأجزاء، وقسم ثالث عيب معفو عنه، وإن كان لا يوجد في الأضحية فهو أفضل. والأربعة عيوب التي لا تجزئ هي العرجاء والعوراء والمريضة والعجفاء والحديث عن البراء بن عازب قال: «أَنَّ رَسُولَ اللَّهِ صَلَّى اللَّهُ عَلَيْهِ وَسَلَّمَ سُئِلَ مَاذَا يُتَّقَى مِنْ الضَّحَايَا فَأَشَارَ بِيَدِهِ وَقَالَ أَرْبَعًا وَكَانَ الْبَرَاءُ يُشِيرُ بِيَدِهِ وَيَقُولُ يَدِي أَقْصَرُ مِنْ يَدِ رَسُولِ اللَّهِ صَلَّى اللَّهُ عَلَيْهِ وَسَلَّمَ الْعَرْجَاءُ الْبَيِّنُ ظَلْعُهَا وَالْعَوْرَاءُ الْبَيِّنُ عَوَرُهَا وَالْمَرِيضَةُ الْبَيِّنُ مَرَضُهَا وَالْعَجْفَاءُ الَّتِي لَا تُنْقِي.»[39] والعيوب الأخرى لدى المذاهب إضافة إلى العيوب الأربعة في الحديث هي:[2][40][41][42]

| عند الحنفية - مقطوعة الأذن - مقطوعة الذنب - مقطوعة الإلية (الذيل) - الهتماء: هي التي ليس لها أسنان - الجلاَّلة: وهي التي تأكل البعر | عند المالكية - مكسورة القرن المدمي: باعتباره مرض - مقطوعة الذنب - مشقوقة الأذن، إذا كان الشق أكثر من الثلث - الصكاء: هي عديمة الأذنين | عند الشافعية - الجرباء - التولاء: وهي التي تدور في المرعى ولا ترعى - فقد أكثر الأسنان، فإن ذهب بعضها لا يضر - مقطوعة الأذن - مقطوعة الذنب - المكاء: عديمة الأذنين - الحامل، وفيها خلافٌ في المذهب | عند الحنابلة - مقطوعة الإلية (الذيل) - العضباء: هي التي ذهب نصف أذنها أو قرنها - الهتماء: وهي التي ذهبت ثناياها (أسنانها) من أصلها - العمياء | - المبشومة - المتولدة - الزمنى: العاجزة عن المشي لسبب ما - مقطوعة إحدى اليدين أو الرجلين - المصابة بما يميتها |

وأن تكون الأضحية ملكاً للمضحي، وأن لا يتعلق بها حق للغير، وأن يضحى بها في الوقت المحدد شرعا. ويشترط الشافعية النية وقيل جميع المذاهب الأربعة، ويشترط الشافعية والحنابلة بالتصدق ببعض لحمها النيء استدلالاً بالآية ﴿فَكُلُوا مِنْهَا وَأَطْعِمُوا الْقَانِعَ وَالْمُعْتَرَّ﴾ [الحج:36]. وفي رأي الشيعة يقول علي السيستاني: «يعتبر في الأضحية أن تكون من الأنعام الثلاثة الابل والبقر والغنم ولا يجزي على الأحوط من الإبل إلا ما أكمل السنة الخامسة ومن البقر والمعز إلا ما أكمل الثانية ومن الضأن الا ما أكمل الشهر السابع.» ويقول: «لا يشترط في الأضحية من الأوصاف ما يشترط في الهدي الواجب، فيجوز أن يضحي بالأعور والأعرج والمقطوع أذنه والمكسور قرنه والخصي والمهزول وإن كان الأحوط الأفضل أن يكون تام الأعضاء وسميناً، ويكره أن يكون مما ربّاه.»

## نوع الأضحية

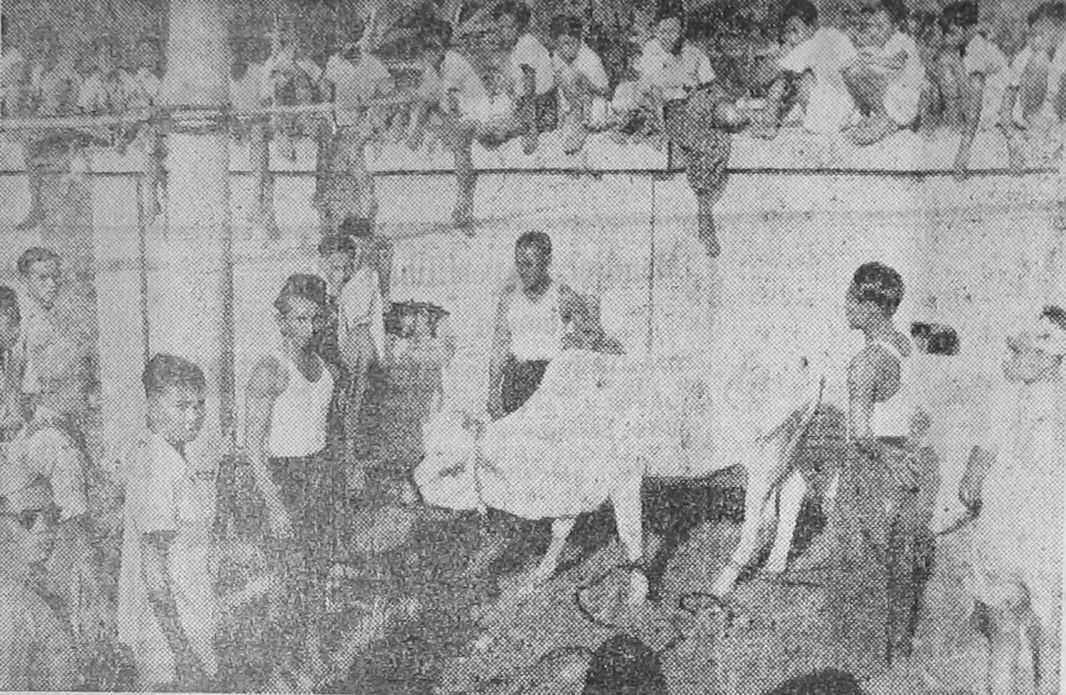
ذبح الأضحية في إندونيسيا - صورة تعود لعام 1952.

إن من شروط الأضحية أن تكون من بهيمة الأنعام: الإبل والبقر والغنم. ولكن اختلف الفقهاء المسلمون من مذاهب أهل السنة والجماعة الأربعة في أفضلها، فذهب المالكية في المعتمد عندهم (وهو أحد أقوال الحنفية في غير المعتمد لديهم) أن أفضل أنواع الأضاحي الضأن وذلك استدلالاً بفعل النبي محمد لأنه ضحى بالغنم وقال ابن رشد: «ذهب مالك إلى أن الأفضل في الضحايا: الكباش ثم البقر ثم الإبل، وقد قيل عنه: الإبل ثم البقر ثم الكباش.» ويذهب الحنابلة والشافعية عكس المالكية إلى أن الإبل أفضل الأضاحي ويليه البقر ثم الغنم وذلك بأقوال كثير من علمائهم استدلالاً بقول النبي: «مَنْ اغْتَسَلَ يَوْمَ الْجُمُعَةِ غُسْلَ الْجَنَابَةِ ثُمَّ رَاحَ فَكَأَنَّمَا قَرَّبَ بَدَنَةً وَمَنْ رَاحَ فِي السَّاعَةِ الثَّانِيَةِ فَكَأَنَّمَا قَرَّبَ بَقَرَةً وَمَنْ رَاحَ فِي السَّاعَةِ الثَّالِثَةِ فَكَأَنَّمَا قَرَّبَ كَبْشًا أَقْرَنَ....» فقد دل هذا الحديث على أن الذي يتقدم في الحضور لصلاة الجمعة، كأنه يقدم بَدَنَة (الإبل)، والذي يتأخر عنه، كأنه يقدم بقرة، والذي يتأخر عنه، كمن يقدم كبشاً. والاستدلال الثاني بأنه كلما كانت الأضحية أكثر لحماً كل ما كانت أفضل، والثالث بأن الثمن أعلى وأنفع للفقراء. وقال ابن رشد في سبب الخلاف بين الفقهاء في الأفضل في أنواع الضحايا: «وسبب اختلافهم: معارضة القياس لدليل الفعل، وذلك أنه لم يرو عنه عليه الصلاة والسلام أنه ضحى إلا بكبش، فكان ذلك دليلاً على أن الكباش في الضحايا أفضل، وذلك فيما ذكر بعض الناس....وأما القياس: فلأن الضحايا قربة بحيوان، فوجب أن يكون الأفضل فيها الأفضل في الهدايا..». ويرجح الكثير من العلماء اللون الأبيض على سائر الألوان. والأفضل صفة في الأضاحي هي الأسمن الأكثر لحماً، والأكمل خلقة، وغالباً يفضل الذكر على الأنثى، والفحل على الخصي، إلا إذا كان الخصي أسمن، فعندها يفضل على الفحل.

## وقت ذبحها
يبدأ وقت الذبح عند الحنفية بعد أداء صلاة العيد لأهل المدن ويجوز الذبح بعد انتهاء الصلاة حتى قبل انتهاء الخطبة، وعند أهل القرى الذين ليس عندهم إمام فيبدأ وقت الأضحية بعد طلوع الفجر يوم النحر. وعند المالكية يبدأ وقت الذبح بعد انتهاء الصلاة والخطبة وبعد ذبح الإمام وأهل البادية والبلدات فيتحرى أقرب إمام له وعند فراغ الإمام من الذبح يذبح بعده. ولدى الشافعية يبدأ وقت الأضحية بعد دخول صلاة الأضحى، ومضي قدر ركعتين وخطبتين، قال الشافعي: «وقت الأضحى قدر ما يدخل الإمام في الصلاة حين تحل الصلاة، وذلك إذا نورت الشمس فيصلي ركعتين ثم يخطب خطبتين خفيفتين، فإذا مضى من النهار مثل هذا الوقت حل الذبح، وأجمعوا أنه لا يجوز الذبح قبل طلوع الشمس.» وعند الحنابلة يبدأ الوقت بعد الصلاة والخطبة في حق أهل المدن، وغير أهل المدن قدر الصلاة والخطبة قال ابن قدامة: «إذا مضى من نهار يوم الأضحى مقدار صلاة العيد وخطبته، فقد حل الذبح.» ومدة ذبح الأضحية فيها قولان، القول الأول: يوم العيد واليومان الأولان من أيام التشريق وهذا مذهب الحنفية والمالكية والحنابلة بدليل حديث ابن عمر: «أَنَّ رَسُولَ اللَّهِ صَلَّى اللَّهُ عَلَيْهِ وَسَلَّمَ "نَهَى أَنْ تُؤْكَلَ لُحُومُ الْأَضَاحِيِّ بَعْدَ ثَلَاثٍ".» والقول الثاني: أن وقت انتهاء التضحية في آخر أيام التشريق وهذا هو مذهب الشافعية، وهو قول للحنابلة وقول لبعض السلف وقال به ابن تيمية وابن القيم والشوكاني وابن باز، وابن عثيمين ويقول بعد أن استعرض شروط الأضحية «أن يضحى بها في الوقت المحدود شرعاً وهو من بعد صلاة العيد يوم النحر إلى غروب شمس آخر يوم من أيام التشريق وهو اليوم الثالث عشر من ذي الحجة، فتكون أيام الذبح أربعة: يوم العيد بعد الصلاة، وثلاثة أيام بعده، فمن ذبح قبل فراغ صلاة العيد، أو بعد غروب الشمس يوم الثالث عشر لم تصح أضحيته لما روى البخاري عن البراء بن عازب أن النبي محمد قال: «من ذبح قبل الصلاة فإنما هو لحم قدمه لأهله وليس من النسك في شيء». وروى عن جندب بن سفيان البجلي قال: شهدت النبي صلى الله عليه وسلّم قال: «من ذبح قبل أن يصلي فليعد مكانها أخرى». وعن نبيشة الهذلي قال: قال رسول الله صلى الله عليه وسلّم: «أيام التشريق أيام أكل وشرب وذكر لله عز وجل». رواه مسلم. لكن لو حصل له عذر بالتأخير عن أيام التشريق مثل أن تهرب الأضحية بغير تفريط منه فلم يجدها إلا بعد فوات الوقت، أو يوكل من يذبحها فينسى الوكيل حتى يخرج الوقت فلا بأس أن تذبح بعد خروج الوقت للعذر، وقياساً على من نام عن صلاة أو نسيها فإنه يصليها إذا استيقظ أو ذكرها.
ويجوز ذبح الأضحية في الوقت ليلاً ونهاراً، والذبح في النهار أولى، ويوم العيد بعد الخطبتين أفضل، وكل يوم أفضل مما يليه؛ لما فيه من المبادرة إلى فعل الخير.». واختلف في حكم التضحية في الليل إلى ثلاثة أقوال: الأول أنها لا تجزئ في الليل وهو مذهب المالكية وقول للحنابلة، والثاني أن التضحية في الليل تجزئ مع الكراهة وهو مذهب الحنفية والشافعية وقول للحنابلة، والثالث والأخير جواز الذبح ليلاً من غير كراهة وهو قول الحنابلة وقال به ابن حزم والشوكاني والصنعاني وابن عثيمين. إلا أنه في جميع المذاهب الأربعة يستحب ذبح الأضحية بعد دخول وقتها. ولدى الشيعة يبدأ وقت التضحية بيوم عيد الأضحى وينتهي في اليوم الثالث فيكون المجموع ثلاثة أيام، وبالنسبة لمن كان في منى فيبدأ الوقت يوم العيد وينتهي بآخر أيام التشريق فيكون المجموع أربعة أيام.

## المضحي

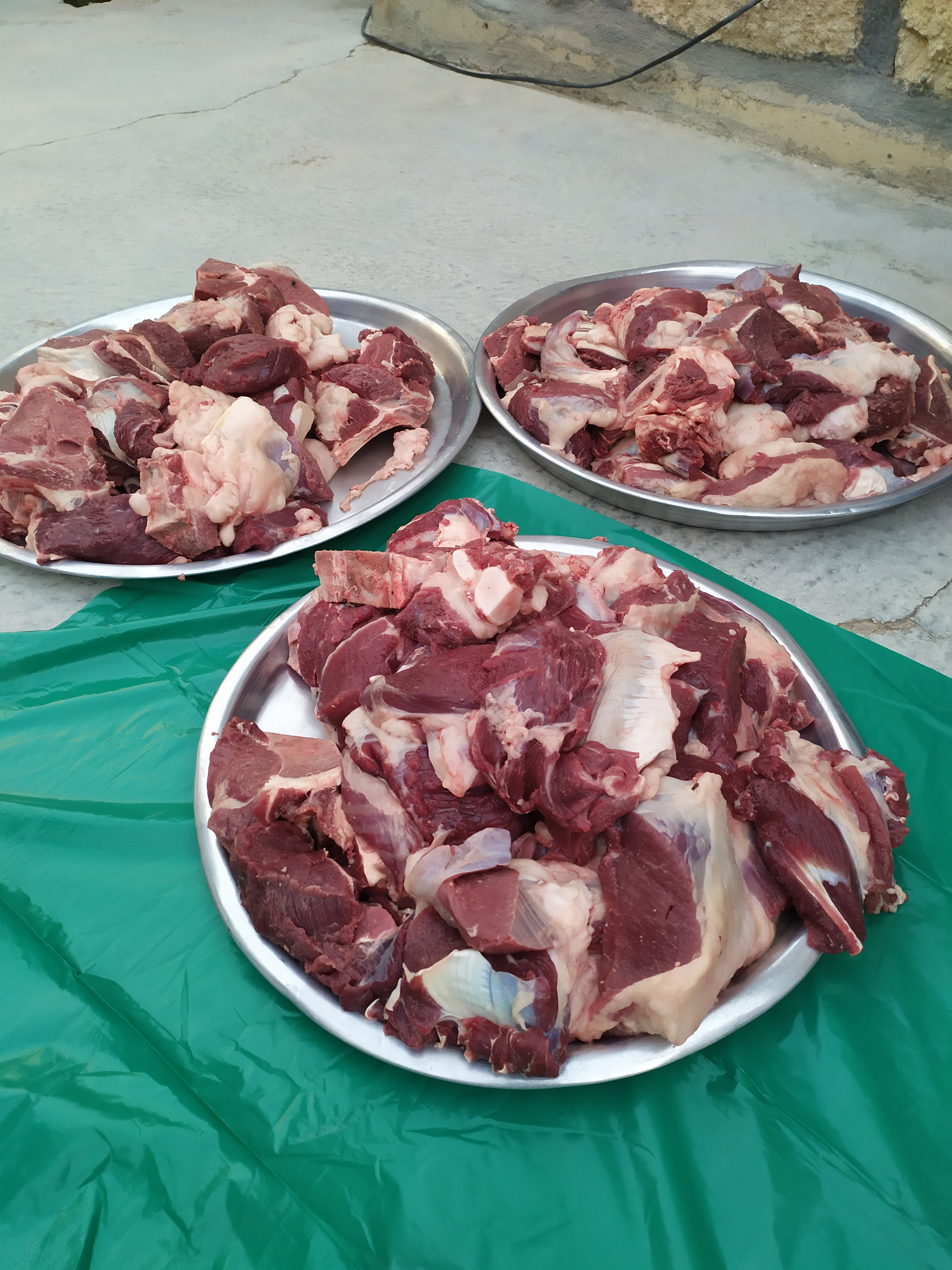
لحم أضحية،مقسم إلى ثلاثة أقسام،فلسطين

على المُضحي آداب يجب أن يقوم بها بالرغم من الاختلاف بين علماء المذاهب الإسلامية، وأولها حكم حلق الشعر وتقليم الأظفار للمضحي بعد دخول شهر ذي الحجة وانقسمت الآراء إلى قولين: الكراهه وهو مذهب المالكية والشافعية وقول للحنابلة بدليل حديث أم سلمة عن النبي قال: «مَنْ كَانَ لَهُ ذِبْحٌ يَذْبَحُهُ فَإِذَا أُهِلَّ هِلَالُ ذِي الْحِجَّةِ فَلَا يَأْخُذَنَّ مِنْ شَعْرِهِ وَلَا مِنْ أَظْفَارِهِ شَيْئًا حَتَّى يُضَحِّيَ.»، والقول الثاني هو التحريم وهو مذهب الحنابلة وقال به بعض الشافعية وبعض السلف وبعض العلماء كابن حزم وابن القيم وابن باز وابن عثيمين بنفس الدليل السابق، ولا فدية على من فعل ذلك قال ابن قدامة: «فإن فعل استغفر الله تعالى. ولا فدية فيه إجماعاً، سواء فعله عمداً أو نسياناً.» والثاني من الآداب أن يتولى المضحي ذبح أضحيته بنفسه بدليل حديث أنس بن مالك: «ضَحَّى النَّبِيُّ صَلَّى اللَّهُ عَلَيْهِ وَسَلَّمَ بِكَبْشَيْنِ أَمْلَحَيْنِ أَقْرَنَيْنِ ذَبَحَهُمَا بِيَدِهِ وَسَمَّى وَكَبَّرَ وَوَضَعَ رِجْلَهُ عَلَى صِفَاحِهِمَا.» وقال ابن عبد البر: «من الفقه أن يتولى الرجل نحر هديه بيده، وذلك عند أهل العلم مستحب مستحسن لفعل رسول الله صلى الله عليه وسلم ذلك بيده، ولأنها قربة إلى الله عز وجل فمباشرتها أولى، وجائز أن ينحر الهدي والضحايا غير صاحبها. ألا ترى أن علي بن أبي طالب رضي الله عنه نحر بعض هدي رسول الله صلى الله عليه وسلم وهو أمر لا خلاف بين العلماء في إجازته.». والثالث الأكل والإطعام والإدخار من الأضحية بدليل من القرآن: ﴿فَكُلُوا مِنْهَا وَأَطْعِمُوا الْبَائِسَ الْفَقِيرَ ۝٢٨﴾ [الحج:28] وحديث جابر بن عبد الله: «عَنْ النَّبِيِّ صَلَّى اللَّهُ عَلَيْهِ وَسَلَّمَ أَنَّهُ نَهَى عَنْ أَكْلِ لُحُومِ الضَّحَايَا بَعْدَ ثَلَاثٍ ثُمَّ قَالَ بَعْدُ كُلُوا وَتَزَوَّدُوا وَادَّخِرُوا.»، ويستحب أن يأكل المضحي ثلث أضحيته ويهدي ثلثها ويتصدق بثلثها، ويقول الحنفية بأن لا تنقص الصدقة عن الثلث إلا إن كان ذا عيال، ولا تشترط المالكية ذلك بتقسيمها إلى أثلاث إلا أنهم من المستحب عندهم أن يأكل المضحي ثلث أضحيته ويهدي ثلثها ويتصدق بثلثها، ويقول الحنابلة على أن أكل المضحي كامل أضحيته ولم يتصدق لزمته غرامة. ويقول ابن قدامة في كتابه المغني: «والاستحباب أن يأكل ثلث أضحيته، ويهدي ثلثها، ويتصدق بثلثها، ولو أكل أكثر جاز قال أحمد: نحن نذهب إلى حديث عبد الله: يأكل هو الثلث، ويطعم من أراد الثلث، ويتصدق على المساكين بالثلث. قال علقمة: بعث معي عبد الله بهدية، فأمرني أن آكل ثلثاً، وأن أرسل إلى أهل أخيه عتبة بثلث، وأن أتصدق بثلث، وعن ابن عمر قال: الضحايا والهدايا ثلث لك، وثلث لأهلك، وثلث للمساكين. وهذا قول إسحاق، وأحد قولي الشافعي وقال في الآخر: يجعلها نصفين، يأكل نصفا، ويتصدق بنصف؛ لقول الله تعالى: ﴿فَكُلُوا مِنْهَا وَأَطْعِمُوا الْبَائِسَ الْفَقِيرَ ۝٢٨﴾ [الحج:28]». وتجوز الاستنابة في ذبح الأضحية عند المذاهب الأربعة بدليل حديث جابر بن عبد الله أن النبي «نَحَرَ ثَلَاثًا وَسِتِّينَ بِيَدِهِ ثُمَّ أَعْطَى عَلِيًّا فَنَحَرَ مَا غَبَرَ..» في حديث طويل. ينص فقهاء الحنفية والمالكية والحنابلة وقال به ابن باز وابن عثيمين، ويقول ابن تيمية: «التضحية عن الميت أفضل من الصدقة بثمنها» ويقول ابن القيم: «الذبح في موضعه أفضل من الصدقة بثمنه ولو زاد في الهدايا والأضاحي فإن نفس الذبح وإراقة الدم مقصود، فإنه عبادة مقرونة بالصلاة كما قال تعالى: ﴿فَصَلِّ لِرَبِّكَ وَانْحَرْ ۝٢﴾ [الكوثر:2]، وقال: ﴿قُلْ إِنَّ صَلَاتِي وَنُسُكِي وَمَحْيَايَ وَمَمَاتِي لِلَّهِ رَبِّ الْعَالَمِينَ ۝١٦٢﴾ [الأنعام:162] ففي كل ملة صلاة، ونسكة لا يقوم غيرهما مقامهما؛ ولذا لو تصدق عن دم المتعة والقران بأضعاف أضعاف القيمة لم يقم مقامه، وكذلك الأضحية.» وعند إعطاء الجزار الأضحية ليذبحها تتفق المذاهب الأربعة الحنفية والمالكية والشافعية والحنبلية على عدم جواز إعطائه من الأضحية ثمناً لذبحه بدليل حديث علي بن أبي طالب: «أَمَرَنِي رَسُولُ اللَّهِ صَلَّى اللَّهُ عَلَيْهِ وَسَلَّمَ أَنْ أَقُومَ عَلَى بُدْنِهِ وَأَنْ أَتَصَدَّقَ بِلَحْمِهَا وَجُلُودِهَا وَأَجِلَّتِهَا وَأَنْ لَا أُعْطِيَ الْجَزَّارَ مِنْهَا قَالَ نَحْنُ نُعْطِيهِ مِنْ عِنْدِنَا.» وبمذهب الشافعية لا تشرع الأضحية عن الميت استقلالًا وكرهها المالكية بدليل ﴿وَأَنْ لَيْسَ لِلْإِنْسَانِ إِلَّا مَا سَعَى ۝٣٩﴾ [النجم:39] وقال محمد بن صالح ابن عثيمين: «الأصل في الأضحية أنها مشروعة في حق الأحياء، كما كان رسول الله صلى الله عليه وسلم وأصحابه يضحون عن أنفسهم وأهليهم، وأما ما يظنه بعض العامة من اختصاص الأضحية بالأموات فلا أصل له، والأضحية عن الأموات على ثلاثة أقسام:
1. أن يضحي عنهم تبعاً للأحياء مثل أن يضحي الرجل عنه وعن أهل بيته وينوي بهم الأحياء والأموات، (وهذا جائز) وأصل هذا تضحية النبي صلى الله عليه وسلّم عنه وعن أهل بيته وفيهم من قد مات من قبل.
2. أن يضحي عن الأموات بمقتضى وصاياهم تنفيذاً لها (وهذا واجب إلا إن عجز عن ذلك) وأصل هذا قوله تعالى: ﴿فَمَنْ بَدَّلَهُ بَعْدَ مَا سَمِعَهُ فَإِنَّمَا إِثْمُهُ عَلَى الَّذِينَ يُبَدِّلُونَهُ إِنَّ اللَّهَ سَمِيعٌ عَلِيمٌ ۝١٨١﴾ [البقرة:181].
3. أن يضحي عن الأموات تبرعاً مستقلين عن الأحياء (بأن يذبح لأبيه أضحية مستقلة أو لأمه أضحية مستقلة) فهذه جائزة، وقد نص فقهاء الحنابلة على أن ثوابها يصل إلى الميت وينتفع به قياساً على الصدقة عنه. ولكن لا نرى أن تخصيص الميت بالأضحية من السنة؛ لأن النبي صلى الله عليه وسلّم لم يضح عن أحد من أمواته بخصوصه، فلم يضح عن عمه حمزة وهو من أعز أقاربه عنده، ولا عن أولاده الذين ماتوا في حياته، وهم ثلاث بنات متزوجات، وثلاثة أبناء صغار، ولا عن زوجته خديجة وهي من أحب نسائه إليه، ولم يرد عن أصحابه في عهده أن أحداً منهم ضحى عن أحد من أمواته.»[69][70]

للذكاة عدة شروط، أن يكون المذكي عاقلاً مُميز، وذو دين سماوي مسلم أو نصراني أو يهودي، ويوجد شرطان يجب أن يتوفران في آلة الذبح أن تكون تجرح بحدها لا بثقلها مثل السكين والسيف وأن لا تكون سن أو ظفر لحديث رافع بن خديج: «قُلْتُ: يَا رَسُولَ اللَّهِ، إِنَّا لَاقُو الْعَدُوِّ غَدًا وَلَيْسَتْ مَعَنَا مُدًى  قَالَ صَلَّى اللَّهُ عَلَيْهِ وَسَلَّمَ: "أَعْجِلْ أَوْ أَرْنِي مَا أَنْهَرَ الدَّمَ وَذُكِرَ اسْمُ اللَّهِ، فَكُلْ لَيْسَ السِّنَّ وَالظُّفُرَ وَسَأُحَدِّثُكَ أَمَّا السِّنُّ فَعَظْمٌ، وَأَمَّا الظُّفُرُ فَمُدَى الْحَبَشَةِ"...». عند ذبح الأضحية توجد أعمال يستحب للمضحي أن يقوم بها، استقبال القبلة عند الذبح، والتسمية، والتكبير مع التسمية، وتلحق بقول: اللهم منك ولك عني إن كانت للمُضحي وإن كانت لغيره فيقول عن فلان إلا أن هذا القول نص المالكية على كرهه، وإحداد الشفرة والمرور بقوة وبسرعة لإراحة الأضحية وذلك لقول النبي: «إِنَّ اللَّهَ كَتَبَ الْإِحْسَانَ عَلَى كُلِّ شَيْءٍ فَإِذَا قَتَلْتُمْ فَأَحْسِنُوا الْقِتْلَةَ وَإِذَا ذَبَحْتُمْ فَأَحْسِنُوا الذَّبْحَ وَلْيُحِدَّ أَحَدُكُمْ شَفْرَتَهُ فَلْيُرِحْ ذَبِيحَتَهُ.» وسترها عنها عند حدها، وأن تكون الذكاة في الإبل نحراً وفي غيرها ذبحاً وأن تُعقل يدها اليسرى، وإن صعب ذلك نُحرت باركة، ويذبح غيرها على جنبها الأيسر، وقطع الحلقوم والمريء زيادة على قطع الودجين. تجزئ أضحية من الغنم عن الرجل وأهل بيته ومن شاء من المسلمين لحديث عائشة بنت أبي بكر زوجة النبي محمد: «أَنَّ رَسُولَ اللَّهِ صَلَّى اللَّهُ عَلَيْهِ وَسَلَّمَ أَمَرَ بِكَبْشٍ أَقْرَنَ يَطَأُ فِي سَوَادٍ وَيَبْرُكُ فِي سَوَادٍ وَيَنْظُرُ فِي سَوَادٍ فَأُتِيَ بِهِ لِيُضَحِّيَ بِهِ فَقَالَ لَهَا يَا عَائِشَةُ هَلُمِّي الْمُدْيَةَ ثُمَّ قَالَ اشْحَذِيهَا بِحَجَرٍ فَفَعَلَتْ ثُمَّ أَخَذَهَا وَأَخَذَ الْكَبْشَ فَأَضْجَعَهُ ثُمَّ ذَبَحَهُ ثُمَّ قَالَ بِاسْمِ اللَّهِ اللَّهُمَّ تَقَبَّلْ مِنْ مُحَمَّدٍ وَآلِ مُحَمَّدٍ وَمِنْ أُمَّةِ مُحَمَّدٍ ثُمَّ ضَحَّى بِهِ.» ويجزئ سبع البعير أو سبع البقر عما تجزئ عنه الواحدة من الغنم.

## وصلات خارجية
- من مقاصد العيد التراحم: مؤسسات خيرية تطلق مشروع «الأضحية الذكية» (2015).
- سنن الدارمي، كتاب الأضاحي. موقع إسلام ويب.
- تحفة المحتاج، كتاب الأضحية. موقع إسلام ويب.
- صحيح مسلم، كتاب الأضاحي. موقع إسلام ويب.
- تعريف الأضحية وحكمها. موقع يا له من دين.
- سنن الترمذي، كتاب الأضاحي عن رسول الله صلى الله عليه وسلم. موقع إسلام ويب.
- ملخص أحكام الأضحية موقع إسلام أون لاين.